# Поликрат (имя)
Поликра́т (др.-греч. Πολυκράτης от др.-греч. πολύς, πολλή, πολύ — 1) многочисленный, 2) большой, значительный, 3) сильный + др.-греч. κρᾰτύς — могучий) — мужское греческое имя, в переводе с древнегреческого языка — «могущественный».

## Известные носители
- Поликрат — тиран греческого островного города Самос, правивший приблизительно в 538 до н. э./535 до н. э. — 522 до н. э. гг.
- Поликрат — софист V—IV веков до н. э.
- Поликрат Эфесский — христианский епископ II века.